# Beauftragter der Bundesregierung für Ostdeutschland
Der Beauftragte der Bundesregierung für Ostdeutschland (auch Ostbeauftragter) ist ein Staatsminister im Bundesministerium der Finanzen angesiedelter Bundesbeauftragter. Seine Aufgabe ist die Koordinierung der deutschen Bundesregierung in Bezug auf Ostdeutschland (frühere Bezeichnung: die neuen Bundesländer) und den sogenannten Aufbau Ost. Aktuelle Beauftragte für Ostdeutschland ist seit dem 6. Mai 2025 Elisabeth Kaiser (SPD).
Die Bezeichnung des Amts lautete bis 2002 Beauftragter der Bundesregierung für die neuen Bundesländer und von 2002 bis 2021 Beauftragter der Bundesregierung für die Angelegenheiten der Neuen Länder.

## Zugehörigkeit und Aufgabengebiet
Bis zum Amtsantritt Schneiders war der Bundesbeauftragte im Bundesministerium für Wirtschaft und Energie angesiedelt. Dorthin war dieses Amt am 17. Dezember 2013 verlagert worden, zuvor befand es sich im Bundesministerium des Innern. Bis September 2002 war das Aufgabengebiet schon einmal durch einen Staatsminister beim Bundeskanzler getragen worden. Das damalige Bundesministerium für Wirtschaft und Technologie hatte ihm den entsprechenden Geschäftsbereich im Jahr 1998 übertragen. Seit 1997 werden die Jahresberichte der Bundesregierung zum Stand der Deutschen Einheit herausgegeben. Seit 2022 werden sie jährlich ergänzt um den Bericht des Beauftragten der Bundesregierung für Ostdeutschland.
Zu den Aufgaben des Ostbeauftragten gehört es strukturelle Unterschiede zwischen West- und Ostdeutschland zu verringern und das gesellschaftliche Miteinander zu stärken. Der Ostbeauftragte befasst sich auch mit der Errichtung des Zukunftszentrums für Deutsche Einheit und Europäische Transformation in Halle (Saale).

## Kritik
2017 beauftragte die damalige Bundesbeauftragte den Göttinger Demokratieforscher Franz Walter mit einer Studie über „Rechtsextremismus und Fremdenfeindlichkeit in Ostdeutschland“, von der sich die damalige Bundesbeauftragte im Juli 2017 distanzierte. Die Studie wurde aufgrund methodischer Mängel scharf kritisiert.
Der Journalist Frank Pergande forderte im September 2017 die Abschaffung sowohl des Jahresberichts der Bundesregierung zum Stand der Deutschen Einheit als auch des Amtes des Beauftragten der Bundesregierung für die neuen Bundesländer: „Keiner der Ostbeauftragten hat wirklich Spuren hinterlassen. [...] Einen Ostbeauftragten braucht kein Mensch mehr.“
Der Leipziger Germanist Dirk Oschmann forderte 2023 in seinem Bestseller Der Osten: eine westdeutsche Erfindung die Abschaffung des Amts. Es folgte ein Streitgespräch mit dem Ostbeauftragten Carsten Schneider.

## Amtsinhaber
- 1998–2002: Rolf Schwanitz (SPD), Staatsminister beim Bundeskanzler
- 2002–2005: Manfred Stolpe (SPD), Bundesminister für Verkehr, Bau- und Wohnungswesen
- 2005–2009: Wolfgang Tiefensee (SPD), Bundesminister für Verkehr, Bau und Stadtentwicklung
- Oktober 2009 – März 2011: Thomas de Maizière (CDU), Bundesminister des Innern
- März 2011 – Dezember 2013: Christoph Bergner (CDU), Parlamentarischer Staatssekretär beim Bundesminister des Innern
- Januar 2014 – März 2018: Iris Gleicke (SPD), Parlamentarische Staatssekretärin beim Bundesminister für Wirtschaft und Energie
- März 2018 – 8. Februar 2020: Christian Hirte (CDU), Parlamentarischer Staatssekretär beim Bundesminister für Wirtschaft und Energie
- 11. Februar 2020 – 8. Dezember 2021: Marco Wanderwitz (CDU), Parlamentarischer Staatssekretär beim Bundesminister für Wirtschaft und Energie
- 8. Dezember 2021 – 6. Mai 2025: Carsten Schneider (SPD), Staatsminister beim Bundeskanzler
- seit dem 6. Mai 2025: Elisabeth Kaiser (SPD). Staatsministerin bei dem Bundesminister der Finanzen

Vorgänger mit ähnlicher Funktion:
- 1985–1996: Walter Priesnitz (CDU), bis 1991 Staatssekretär im Bundesministerium für innerdeutsche Beziehungen, ab 1991 Staatssekretär im Bundesministerium des Innern, dort Leiter des Arbeitsstabes „Neue Länder“
- 1995–1997: Johannes Ludewig (CDU), bis 1995 im Bundeskanzleramt zuständig für Koordination der neuen Bundesländer, ab 1995 Staatssekretär im Bundesministerium für Wirtschaft und Beauftragter der Bundesregierung für die neuen Bundesländer
- 1997–1998: Rudi Geil (CDU), Staatssekretär im Bundesministerium für Wirtschaft und Sonderbeauftragter der Bundesregierung für den Aufbau Ost